# Armand Mayer
Armand Mayer (* 16. Januar 1894 in  Paris; † 22. Dezember 1986 ebenda) war ein französischer Bauingenieur (Geotechnik), der sich insbesondere mit Felsmechanik beschäftigte.
Mayer stammte aus einer jüdischen Lothringer Familie, die nach 1871 nach Paris ging. Sein Großonkel Amédée Mannheim (1831–1906) war Mathematik-Professor an der École polytechnique, sein Vater Louis Mayer war Anwalt und Berater des Fürsten von Monaco. Sein Onkel, von dem er den Namen hatte, war Offizier und starb in einem Duell im Umfeld der Dreyfuß-Affäre. Mayer studierte an der École Polytechnique (Abschluss 1913, als 6. seines Jahrgangs), unterbrochen vom Wehrdienst im Ersten Weltkrieg, wo er zuletzt Verbindungsoffizier zu den US-amerikanischen Alliierten war, und 1919 bis 1921 an der École des Mines. Er gründete 1934 beim Bureau Securitas (später zum Laboratoire du Bâtiment et des Travaux Publics, LBTP, gehörig) das erste französische Labor für Bodenmechanik, wo er sich mit Bodeninjektionen beschäftigte und viel für den Bau von Flugplätzen zum Beispiel in Nordafrika im Zweiten Weltkrieg tätig war. 1947 gründete er das „Centre d'études et de recherches de l'industrie des liants hydrauliques“ (CERILH) in Paris und war dessen erster Direktor bis 1966. 1961 war er mit Jean Mandel (1907–1982) und P. Habib an der Gründung des Mechanik Labors der École Polytechnique beteiligt. Mayer war weltweit an zahlreichen geotechnischen Projekten (Staudämme, Verkehrsbauten, Gründungen usw.) bis ins hohe Alter beratend tätig.
Anfang der 1960er Jahre führten Unglücke wie das von Clamart 1961(dort stürzte ein unterirdischer Kalksteinbruch ein mit verheerenden Auswirkungen auf die darüberliegende Bebauung und 21 Toten) und dem Bruch der Barrage de Malpasset 1959 zu einem vermehrten Interesse für Felsmechanik in Frankreich, der sich auch Mayer intensiv zuwandte.
1963 hielt er die Rankine Lecture (Recent work in rock mechanics). Er war Präsident des französischen Komitees für Bodenmechanik und Felsmechanik.